# Mael Coluim mac Domnall
Pour les articles homonymes, voir Malcolm.
Maél Coluim ou Malcolm mac Domnall   (gaélique: Maél Coluim mac Domnaill, anglais Malcolm). Mort en 997, est un souverain du  royaume de Strathclyde de 973 à 997

## Origine
Maél Coluim est probablement le fils d'un de ses prédécesseurs, le roi Domnall mac Owen et sans doute le frère  Rhydderch/Amdarch, qui fut peut-être roi en 971. Cet Amdarch est responsable cette année-là du meurtre du roi des scots Cuilen et de son frère Eochaid, tous deux fils  d'Indulf, tués par les bretons dans une maison en flamme, par « Amdarch filio Donvald »  (c'est-à-dire: Rhydderch le fils de Domnall)  

## Règne
Máel Coluim est déjà le roi des  Cumbriens en 973 sans doute après l'abdication de son père qui ne meurt qu'en 975 lors d'un pèlerinage à Rome car selon Florence de Worcester  il est le  roi de  Strathclyde qui rencontre Edgar d'Angleterre  à  Chester . Máel Coluim est un des huit rois qui rendent hommage à  Edgar et auraient ramé symboliquement  sur le bateau dont le monarque saxon tient la barre sur la rivière Dee (gallois: Afon Dyfrdwy). 
Parmi les autres souverains présents se trouve le roi  Cináed mac Máel Coluim, et un certain  « Maccus,  roi de Îles  » c'est-à-dire Mac Harald. Parmi les monarques cités seuls ces trois rois liés avec l'Écosse ont leur royaume mentionné.
L'existence de Mael Coluim est confirmée par d'autres sources comme les Annales irlandaises qui précisent le nom de son père Domnall/Dyfnwal, et relèvent sa mort en 997. Les Annales d'Ulster notent ainsi son obituaire : 
Mael Coluim m. Domnaill, ri Bretan Tuaiscirt, moritur (i.e. Máel Coluim, fils de Dyfnwal, roi des Bretons du Nord meurt) 

## Postérité
Dauvit Broun avance l'hypothèse qu'il est le père d'Owen le Chauve  vivant en 1018  qu'il distingue de l'Owain mort en 1015  qu'il identifie comme un autre fils de Dyfnwal/Domnall mort en 975

## Sources
- (en) Dauvit Broun, « The Welsh Identity of the Kingdom of Strathclyde », in The Innes Review, Vol. 55, no. 2 (Autumn, 2004), p. 111–180.
- Alan MacQuarrie « The Kingdom of Strathclyde », in A. Grant & K.Stringer (eds.) Medieval Scotland: Crown, Lordship and Community, Essays Presented to G.W.S. Barrow, (Edinburgh, 1993), p. 1–19 et tableau généalogique p. 6.
- Alfred P. Smyth, Warlords and Holy Men,  (ISBN 0748601007)  (Edinburgh, 1984).
- Alex Woolf  from Pictland to Alba 789-1070  (ISBN 9780748612345) (Edinburgh 2007).